# 릴 다고버

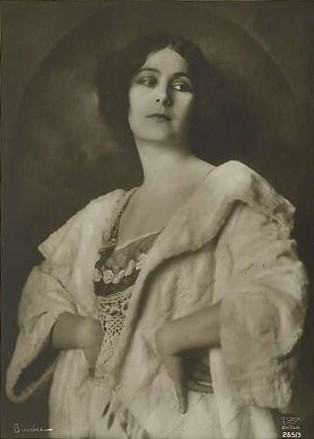

릴 다고버(Lil Dagover, 1887년 9월 30일 ~ 1980년 1월 24일)는 독일의 연극 배우, 영화배우이다.
마디운에서 태어났으며 뮌헨에서 사망하였다.

## 영화
- 비엔나 숲속의 이야기 (1979년)
- 전쟁과 십자가 (1977년)
- 판사와 교수형 집행자 (1975년)
- 고독한 보행자 (1973년)
- 펠릭스 크룰의 고백 (1957년)
- 조춘 (1936년)
- 데아 로랜드의 모험 (1932년)
- 춤추는 의회 (1931년)
- 회의는 춤춘다 (1931년)
- 타르튀프 (1926년)
- 유령 (1922년)
- 마부제 박사 (1922년)
- 거미 2 (1920년)
- 마담 버터플라이 (1919년)
- 거미(영어판) (1919년)
- 칼리가리 박사의 밀실 (1919년)